# Tan Xinpei
Tan Xinpei (xinès simplificat: 谭鑫培 , xinès tradicional: 譚鑫培) (Wuchang 1847 - 1917). Actor i cantant de l'Òpera de Pequín. Especialista en els papers masculins sèniors (laosheng). Va ser el protagonista de la pel·lícula El Mont Dinjun del director Ren Jingfeng, considerada com la primera del cinema de la Xina.

## Biografia
Tan Xinpei, de nom real Jin Fu, va néixer el 23 d'abril de 1847, durant el regnat de l'emperador Daoguang de la dinastia Qing, a Dadongmen, districte de Jiangxia, ciutat de Wuhan (antic comtat de Wuchang) , província de Hubei (Xina). Fill de Tan Zhgidao actor d'òpera especialitzat en papers de dona gran (laotan).
Tan va tenir vuit fills i quatre filles, dels quals cinc també van ser actors.
Va morir el 10 de maig de 1917.

#### Actor de l'Òpera de Pequín i Shanghai
Als 10 anys va anar amb el seu pare a Pequín, i als 11 anys va entrar a la classe de Xiao Jin Kui per aprendre arts marcials i òpera a la companyia del seu pare. Va estudiar principalment els papers masculins, concentrant-se en els estils wusheng que exigeixen i un bon coneixement del wukung, l'acrobàcia escènica i lluita i més tard es va convertir en un destacat actor del paper laosheng. Després de molts anys de treball i pràctica, va tenir l'oportunitat de fer el seu primer espectacle el 1863. Més tard es va unir a la companyia de Cheng Changu, un dels actors més importants de l'època amb qui va estar actuant a Pequín fins al 1879, quan va viatjar a Shanghai per actuar amb actors especialitzats en papers femenins. Durant molts anys va compaginar les actuacions a Pequín, on va coincidir al costat de aleshores un jove actor Mei Lanfang (1984-1961), amb les de Shanghai o va actuar-hi per darrer cop el 1915.

#### Actor de cinema
Tan Xinpei mitjançant l'emperadriu Cixi va conèixer al fotograf Ren Jingfeng propietari del l'estudi Fengtai Photo Studio de Pequín, que li va proposar protagonitzar la que s'ha considerat la primera pel·lícula del cinema xinès, El Mont Dinjun. El film està basat en un episodi de l’obra de l’escriptor de principis de la dinastia Ming, Luo Guanzhong, “Romanç dels Tres Regnes” (三国演义), concretament en el fragment "La batalla de Dingjunshan".
El mes de maig de 2023 el Gran Teatre del Palau Cultural de les Nacionalitats de Pequín va estrenar una producció escrita per Wang Yongqing i dirigida per Wang i Yang Zhaoheng, on s'explica la historia de Ten Xinpei, centrada en el període de 1902 a 1908. L'obre inclou les interaccions de Tan amb l'emperador Guangxu i l'emperadriu vídua Cixi, en el marc dels últims anys de la dinastia Qing. L'autor, Wang classifica el gènere de l'obra com a "teatre de forma lliure", que combina diferents formes artístiques, com l'òpera, la dansa i la música xinesa. Els veterans intèrprets de l'Òpera de Pequín Tan Xiaozeng i Yan Guixiang van ser els assessors artístics de la producció, amb Fu Jin, professor de l'Acadèmia Nacional d'Arts Teatrals Xineses.
La línia 7 (taronja) del metro de Wuhan te una parada amb el nom de Tan Xinpei Park (谭鑫培 公园) al districte de Jiangxia (barri on va néixer Tan).